# Julius Franz (Bildhauer)
Friedrich Hermann Julius Franz (* 26. Januar 1824 in Berlin; † 16. Dezember 1887 ebenda) war ein deutscher Bildhauer.

## Leben
Franz bezog mit 14 Jahren die Berliner Akademie der Künste, wo er ab 1838 ein Schüler von Ludwig Wilhelm Wichmann  war. Hier schuf er auch sein  Erstlingswerk, einen Schmetterlingsfänger. Anschließend besuchte er die Ateliers von Ferdinand August Fischer und August Wredow, wurde ein Gehilfe von Daniel Christian Rauch tätig und beschickte zwischen 1842 und 1884 regelmäßig die Berliner Akademie-Ausstellungen mit Bildnisbüsten und Genregruppen. Er half Rauch zwei Jahre lang bei der Ausführung des Reiterstandbilds Friedrichs des Großen. Im Oktober 1849 erhielt er  „ausnahmsweise“ eine goldene akademische Medaille zuerkannt. Der eigentliche Gewinner der Ausschreibung war der Bildhauer Karl Wilhelm Alexander Gilly (1823–1880), der zugleich ein Reisestipendium erhielt. 1851 begann er mit seiner selbständigen Tätigkeit. Nach der „Schäfergruppe“ fertigte er 1852 als Pendant eine „Amazonengruppe“. Im Jahr 1858 wurde er für zwei kolossale Gruppen einer schwermütig und einer heiter sinnenden Najade, die jeweils auf einem Meerestier ritten, mit einer Goldenen Medaille der Berliner Akademie ausgezeichnet. Anschließend unternahm Franz mit dem damit verbundenen Reisestipendium 1859 eine Studienreise nach Italien und besuchte Rom. Er wurde nach seiner Rückkehr mit vielfachen dekorativen Bildwerken, Genre- und allegorischen Figuren beauftragt. Er lieferte auch Entwürfe für die Kunstindustrie und fertigte anatomische Studien des Hundes und des Königstigers. Bei der Konkurrenz für ein Friedrich-Ludwig-Jahn-Denkmal reichte er einen Entwurf ein, der jedoch einen zu großen Umfang hatte und nicht zur Ausführung kam. Zwei seiner bedeutendsten Arbeiten waren die ab 1867 nach den Entwürfen seines verstorbenen Lehrers August Fischer  ausgeführten kolossalen Marmorgruppen für den Belle-Alliance-Platz in Berlin, einen Adler als Symbol für Preußen und ein liegendes Pferd als Symbol für das Königreich Hannover. Er schuf für die Säulenhalle des Neuen Museums eine Büste des Kunsthistorikers Gustav Friedrich Waagen und lieferte Konkurrenzentwürfe für die Denkmäler des Prinzen Friedrich Karl von Preußen und Friedrich Wilhelm III.

## Weitere Werke (Auswahl)

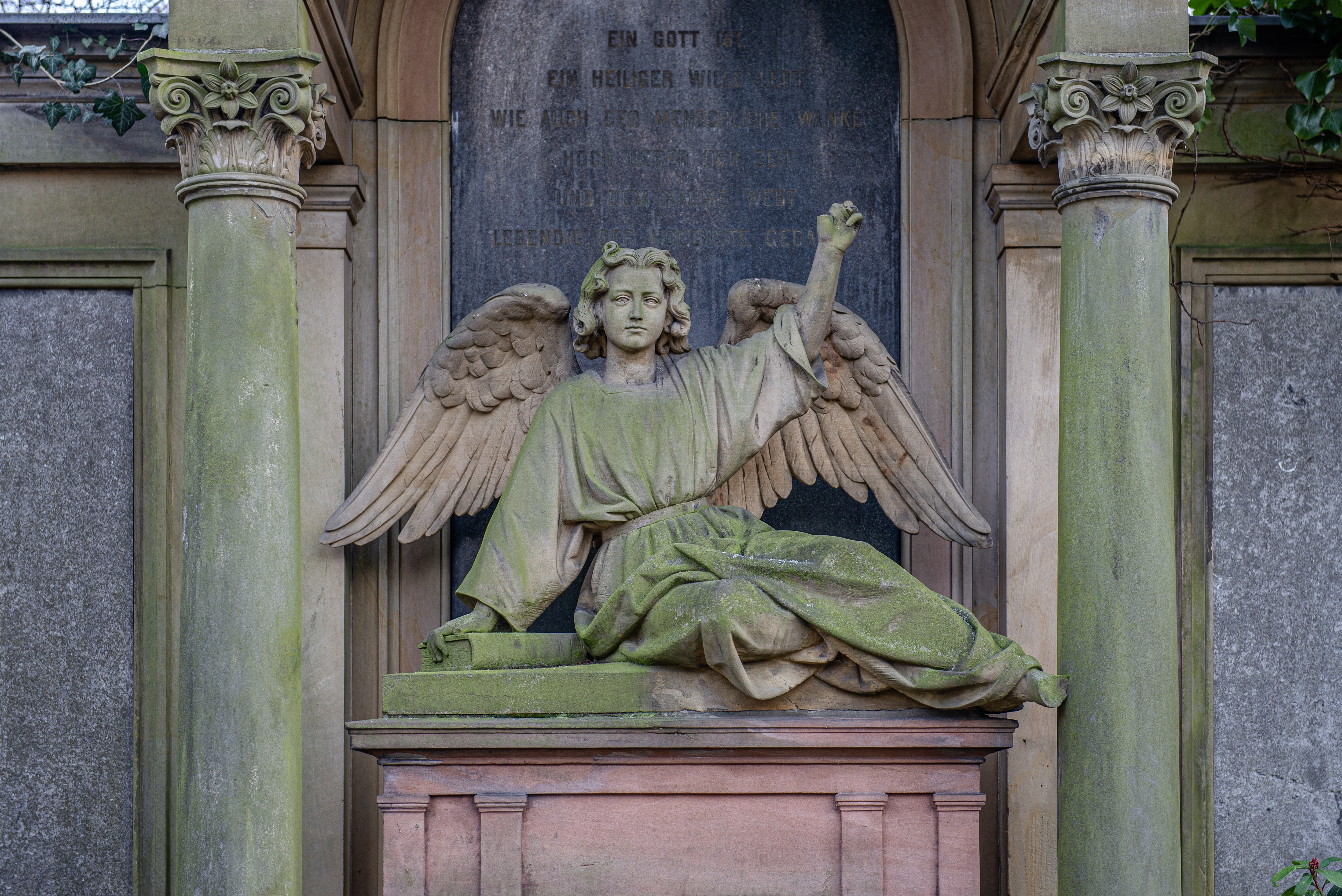
Grab von Marie und Louis Mayer Alter St.-Matthäus-Kirchhof, Berlin-Schöneberg. Engel von Julius Franz (1876)
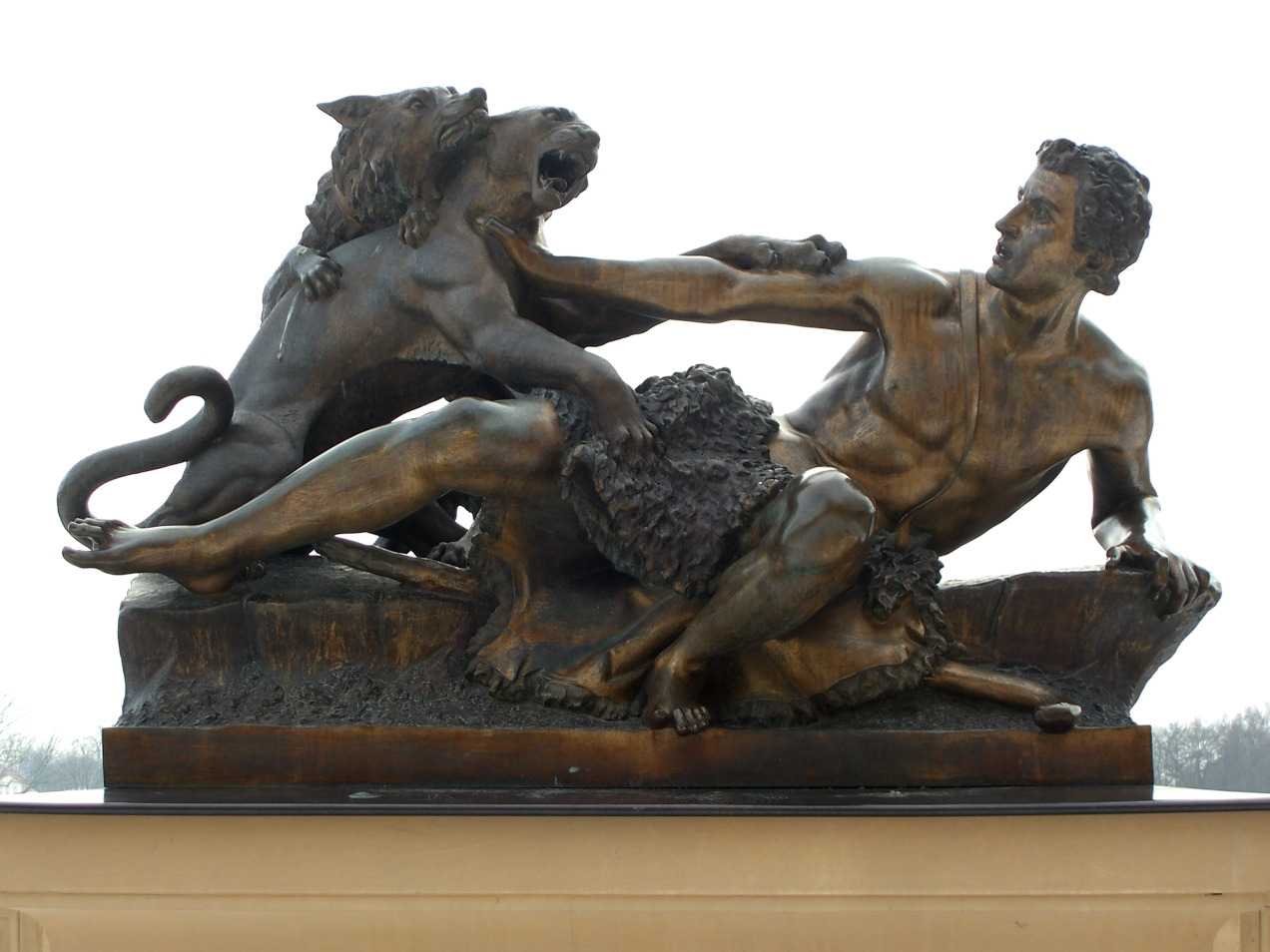
„Schäfergruppe“ in Schwerin (Neuguss 1997)

- Schäfer und Hund, vom Panther angefallen Eine 1853 von Moritz Geiß in Zink gegossene Gruppe, ein Exemplar im Sizilianischen Garten Potsdam-Sanssouci, eines im Burggarten Schwerin (Original verloren, 1997 Bronzeneuguss), die zugehörige lebensgroße Gipsgruppe wurde 1859 vom Kunstverein für das Museum der bildenden Künste in Leipzig erworben.[4]
- eine Marmorstatue der Muse Klio (1855).
- Grabdenkmal des Geheimen Kabinettsrats Ernst Emil Illaire (1797–1866) für den Bornstedter Friedhof (Figur formgleich mit dem Engel der Grabstätte Louis Mayer auf dem Alten St. Matthäus-Kirchhof in Schöneberg).
- Grabdenkmal für die Schauspielerin Leonore de Ahna (1838–1865)[5]
- Auferstehungsengel für das Grabdenkmal der Familie Martin Richnow Dorffriedhof Berlin-Schöneberg, Hauptstraße.
- Porträtbüste des Leutnants Heinrich Lommatzsch (1837–1864), Enkel von Friedrich Daniel Schleiermacher (verschollen).
- Büste des Generals Hans Adam von Schöning und des Friedrich Graf Kleist von Nollendorf für die Feldherrenhalle des Zeughauses (Berliner Ruhmeshalle)

Allegorische Figuren wie
- Jäger, Fischer, Schnitterin, Landmann oder Spinnerin als Personifikationen unterschiedlicher Monate; Marmorgruppe für die Neue Orangerie in Potsdam
- die Monate und die Jahreszeiten (siehe Figurengruppe „Vier Jahreszeiten“ auf dem Radebeuler Fontainenplatz).
- Für die Berliner Börse schuf er kolossale Sandsteingruppen der Länder England und Amerika (Kriegsverlust).

Figuren, östl. Pflanzenhalle Orangerieschloss, Potsdam
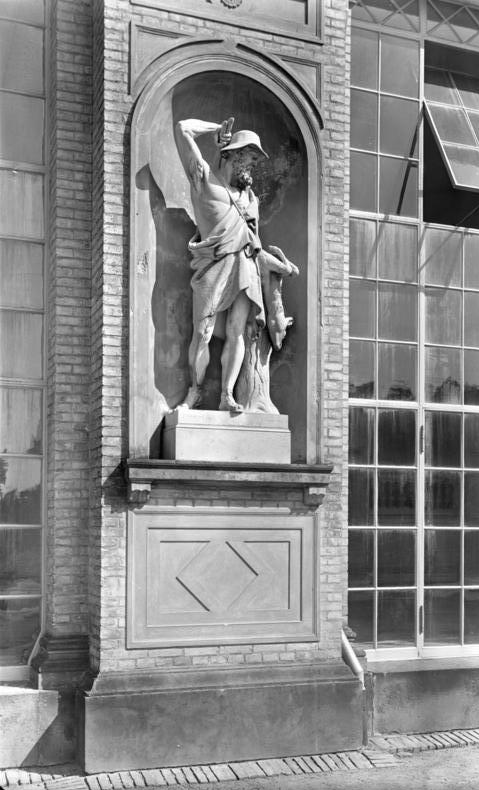
„Der November“. Modell: Julius Franz, 1864, Ausführung: Eduard Stützel, 1865.
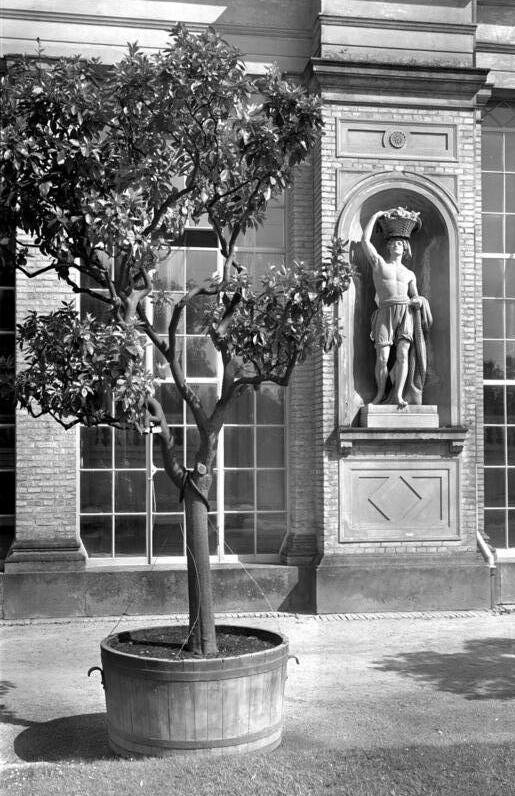
„Der August“. Modell: Julius Franz, 1864,. Ausführung: Eduard Stützel, 1866.